# 仙后水母
仙后水母（學名：Cassiopea andromeda），中文別名倒立水母、朝天水母等，英文俗名為 ，分佈於全球熱帶海域，主要棲息於陽光充足且無海流的淺海，如潮間帶至水深10公尺的沙質環境，有時也可見於淺水泥質底、海草床上或潟湖地形。臺灣地區曾在屏東、綠島、澎湖群島與東沙島、高雄林園濕地公園、台南青鯤鯓扇形鹽田，潟湖等地發現過本物種。

## 形態與行為
仙后水母擁有八個分枝狀口腕，個體大小約20至30公分，體色為褐色、淺褐、灰色或淺綠，表面有時佈有斑點或淺色條紋。牠們時常以觸手朝上、傘頂朝下的姿態漂浮於海底，為其別名「倒立水母」等的由來。仙后水母藉「倒立」使共生於其觸手及身體的蟲黃藻行光合作用，供應自身能量。不過牠們仍會捕食小型浮游生物，為肉食性動物。仙后水母不常游泳或移動，其觸手具有微弱毒性，不可觸摸。

## 經濟
仙后水母主要用於商業觀賞，飼養時可餵食豐年蝦活體或水母液體飼料。其對水質要求不高，為水母中較易養殖的品種。其萃取液經研究發現，能幫助人類皮膚上皮細胞、人類纖維母細胞增生，可開發為美容產品。

## 延伸閱讀
- 维基共享资源上的相關多媒體資源：仙后水母
- 維基物種上的相關：仙后水母